# Robin Hood (serie televisiva 1984)
Robin Hood (titolo originale Robin of Sherwood) è una serie televisiva britannica degli anni ottanta, creata da Richard Carpenter e basata sul personaggio di Robin Hood. La serie, composta da 26 episodi, fu prodotta dalla rete televisiva HTV in associazione con la società di produzione cinematografica Goldcrest e fu trasmessa in Gran Bretagna sulle televisioni del circuito ITV tra il 1984 e il 1986. Subito dopo la serie arrivò in altri Paesi europei tra cui l'Italia, dove fu trasmessa dalla RAI nella seconda metà degli anni ottanta. Le musiche vennero composte ed eseguite dal gruppo musicale Clannad.
La trama combina elementi della leggenda di Robin Hood, elementi della storia reale dell'Inghilterra del Medioevo e miti pagani della cultura anglosassone. Nella prima puntata della serie si vede che Robin è stato scelto da Herne il Cacciatore per proteggere dai Normanni la foresta di Sherwood.
Nell'ultima puntata della seconda stagione Robin di Loxley muore per salvare la moglie (che nella terza è in attesa di un figlio) e il fratello da una battuta di caccia con i cani fatta dallo sceriffo di Nottigham. Nella terza serie compare Robert di Huntingdon a capo degli amici di Robert di Loxley.

## Episodi
| Stagione         | Episodi | Prima TV originale | Prima TV Italia |
| ---------------- | ------- | ------------------ | --------------- |
| Prima stagione   | 6       | 1984               |                 |
| Seconda stagione | 7       | 1985               |                 |
| Terza stagione   | 13      | 1986               |                 |

## Altri media
Da questa serie è stata tratta una mini serie di librogame portata in Italia con il titolo Robin Hood da Edizioni EL di Trieste.